# Obudowa (górnictwo)

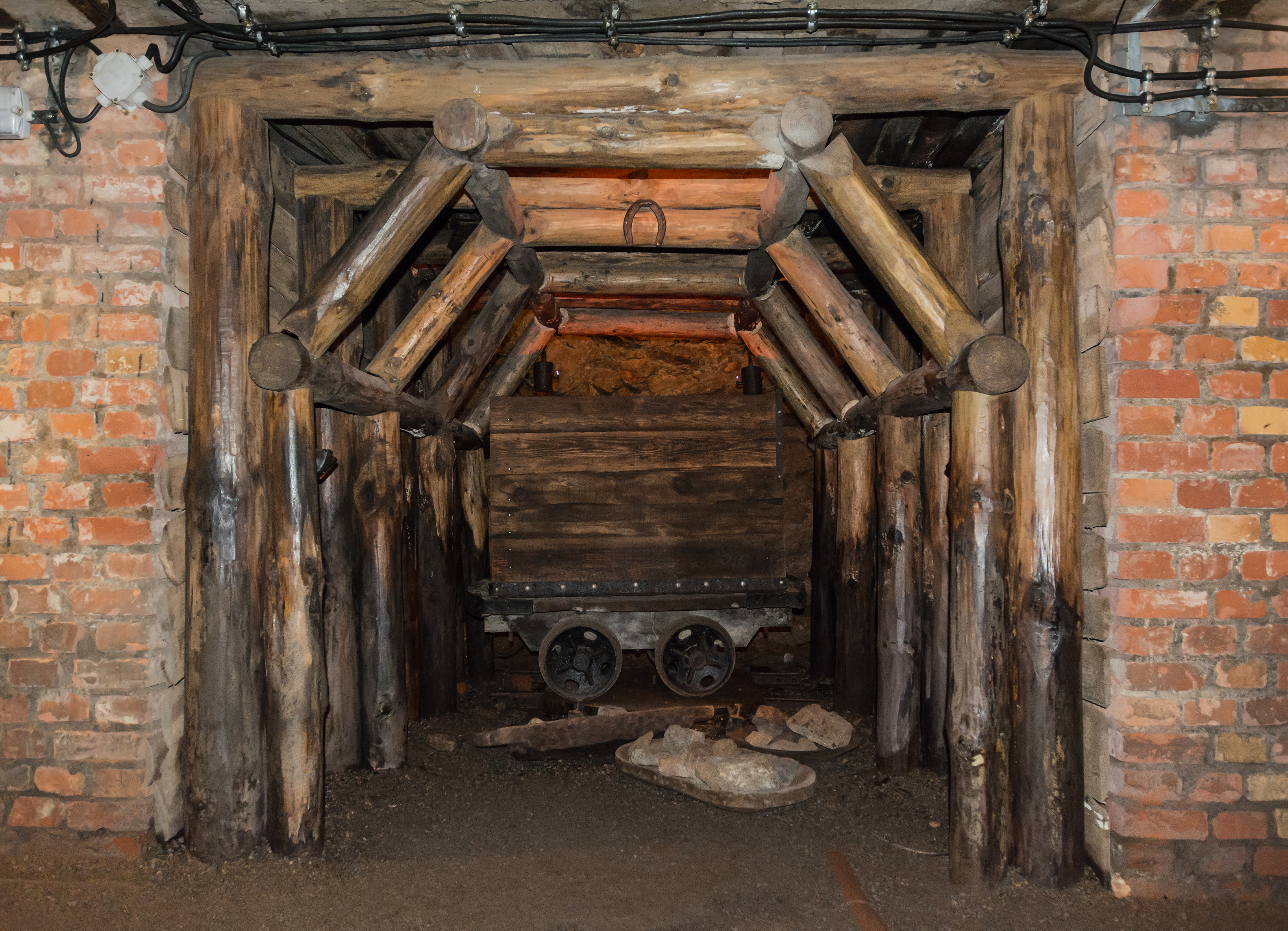
Dawna drewniana obudowa chodnika w Muzeum Górnictwa i Hutnictwa Złota w Złotym Stoku

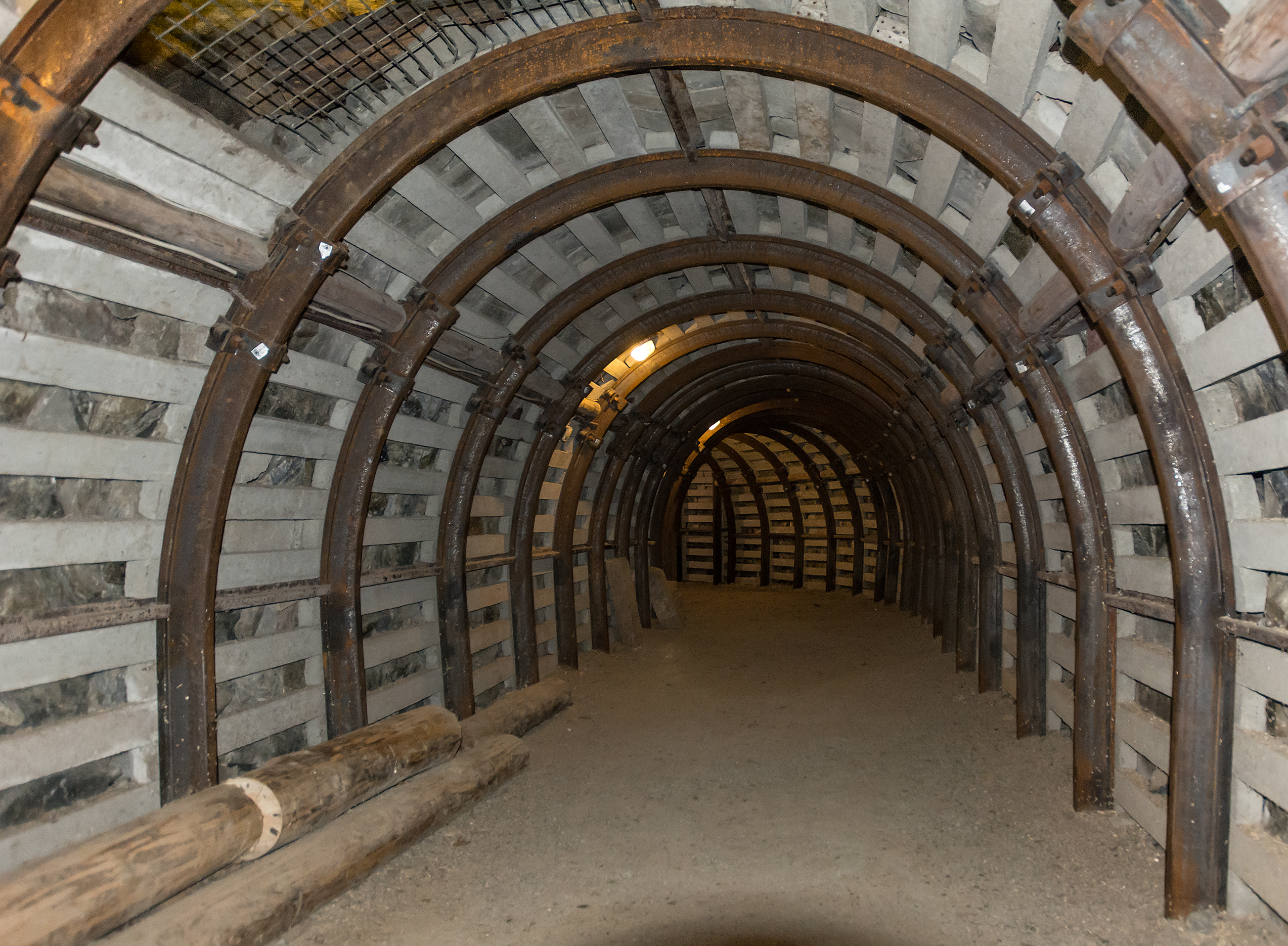
Współczesna obudowa betonowo-stalowa

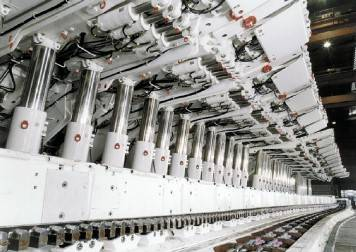
Współczesna zmechanizowana obudowa hydrauliczna stosowana w wybieraniu złoża systemem ścianowym

Obudowa górnicza to ogół środków technicznych zapewniających stabilność i trwałość wyrobiska (mogą istnieć wyrobiska, które nie wymagają żadnych środków technicznych czyli obudowy - np. jaskinie czy tunele drążone w litej skale).
Tak rozumiana obudowa chroni przestrzeń wyrobiska przed:
- odspajaniem się skał i zasypywaniem;
- zmniejszaniem przestrzeni wyrobiska na skutek oddziaływania naprężeń górotworu;
- wdarciem i zalaniem wodą;
- innymi szkodliwymi substancjami.

Może również służyć do celów technologicznych np. 
- przesuwanie się obudowy zmechanizowanej w ścianie lub na skrzyżowaniach przyścianowych,
- podwieszania różnych elementów,
- etc...

Istnieje wiele kryteriów podziału obudowy:
- ze względu na rodzaj konstrukcji:
  - obudowa podporowa,
  - obudowa kotwiowa (albo kotwowa);
- ze względu na czas jej użytkowania:
  - obudowa tymczasowa,
  - obudowa ostateczna;
- ze względu na użyty materiał:
  - obudowa stalowa,
  - obudowa murowa,
  - obudowa betonowa,
  - obudowa drewniana,
  - obudowa z tworzyw sztucznych;
- ze względu na kształt elementów obudowy:
  - obudowa prosta,
  - obudowa kołowa,
  - obudowa łukowa;
- ze względu na możliwość odkształcania:
  - obudowa sztywna,
  - obudowa podatna,
  - sztywna-upodatniona,
  - podatna o ograniczonej podatności;
- ze względu na funkcję i budowę:
  - obudowa zmechanizowana,
  - obudowa indywidualna.

Podziały te często krzyżują się lub łączą np. obudowa kotwiowo-podporowa.